# Herce
Herce település Spanyolországban, La Rioja autonóm közösségben. Herce Santa Eulalia Bajera, Arnedillo, Bergasa, Bergasillas Bajera, Arnedo és Préjano községekkel határos. Lakosainak száma 338 fő (2024).

## Népesség
A település népessége az elmúlt években az alábbi módon változott:
| Lakosok száma | 399  | 368  | 383  | 384  | 362  | 340  | 325  | 336  | 321  | 338  |
|               | 2001 | 2004 | 2007 | 2009 | 2012 | 2014 | 2017 | 2019 | 2022 | 2024 |